# Житомирська обласна організація НСПУ
Житомирська обласна організація Національної спілки письменників України

## Історія і діяльність
Попередницю організації засновано на початку грудня 1965 року. До утворення 1971 року свого обласного осередку на обліку Житомирської організації перебували й вінницькі письменники.
Створенню Житомирського осередка передувала діяльність літературного об'єднання, яким у різні часи керували Іван Кочерга, Василь Земляк, Борис Тен. Вручалася молодіжна літературна премія ім. Миколи Шпака.
За підтримки місцевої влади осередок у новітні часи видає часопис «Світло спілкування». Опікується літературними преміями І. Огієнка, Б. Тена, В. Земляка, О. Пчілки, обласною — «Ми Вас любимо». Є співорганізатором Мандрівного літературного фестивалю «Слово», обласного конкурсу «Обрії душі», конкурсу декламаторів польської поезії ім. Валентина Грабовського та ін.

## Голова
- Канівець Володимир (1965—1980)
- Олексій Опанасюк (1980—2003)
- Василь Врублевський (2004—2007)
- Михайло Пасічник (2007—2017)[6]
- Світлана Гресь (Штатська) з червня 2017[7]

## Склад
| Склад. | Склад.                             | Склад.     | Склад.     |
| №      | ПІБ                                | Вступ      | Вибуття    |
| ------ | ---------------------------------- | ---------- | ---------- |
| 1      | Бех Лілія Петрівна                 | 18.10.2018 |            |
| 2      | Бортнікова Ольга Юріївна           | 21.12.2023 |            |
| 3      | Васильчук Віктор Борисович         | 29.09.1994 |            |
| 4      | Врублевський Василь Марцельович    | 20.06.2003 |            |
| 5      | Головецький Василь Миколайович     | 21.11.2000 |            |
| 6      | Гресь Світлана Миколаївна          | 2013       |            |
| 7      | Дацюк Василь Лаврентійович         | 29.09.1994 |            |
| 8      | Жайворон Михайло Микитович         | 31.10.2019 |            |
| 9      | Зіновчук Марія Пилипівна           | 29.06.2023 |            |
| 10     | Зіновчук Микола Миколайович        | 17.04.1989 |            |
| 11     | Кавун Вероніка Олексіївна          | 17.02.2004 |            |
| 12     | Клюско Анатолій Олексійович        | 2013       |            |
| 13     | Комашня Ніна Миколаївна            | 29.05.2006 | 02.06.2013 |
| 14     | Кондратюк Юрій Павлович            | 2014       |            |
| 15     | Концевич Євген Васильович          | 10.12.1964 | 21.07.2010 |
| 16     | Крикливець Людмила Сергіївна       | 03.03.2017 |            |
| 17     | Кухарчук Петро Михайлович          | 18.10.2018 |            |
| 18     | Ліберда Ігор Васильович            | 1988       | 16.08.2012 |
| 19     | Марищенко Ярослав Семенович        | 19.10.2021 |            |
| 20     | Мисько Валентин Вікторович         | 13.06.1995 | 24.04.2014 |
| 21     | Мордатенко Костянтин Леонідович    | 2011       |            |
| 22     | Опанасюк Олексій Євменович         | 16.03.1971 | 01.06.2011 |
| 23     | Остапенко Борис Васильович         | 17.02.2004 |            |
| 24     | Павленко Марія Григорівна          | 15.11.1970 |            |
| 25     | Пасічник Михайло Павлович          | 16.03.1977 |            |
| 26     | Полюга Михайло Юрійович            | 21.10.2005 |            |
| 27     | Пономаренко Марія Антонівна        | 14.09.2000 | 07.06.2022 |
| 28     | Редчиць Іван Юхимович              | 22.09.1998 | 05.04.2022 |
| 29     | Савенець Андрій Миколайович        | 4.04.2000  |            |
| 30     | Савченко Володимир Захарович       | 25.12.2006 | 03.12.2016 |
| 31     | Савчук Іван Климентійович          | 29.05.2006 | 13.06.2008 |
| 32     | Сич Михайло Семенович              | 1976       | 21.05.2012 |
| 33     | Сірик Анатолій Силович             | 16.11.1990 | 08.11.2024 |
| 34     | Скорський Микола Андрійович        | 19.11.1986 | 10.01.2016 |
| 35     | Сльота Іван Михайлович             | 25.12.2006 | 28.07.2014 |
| 36     | Соболевська Світлана Олександрівна | 03.03.2017 |            |
| 37     | Сташук Василь Федорович            | 18.05.1999 | 11.02.2022 |
| 38     | Столярчук Григорій Павлович        | 29.09.1994 | 30 03.2005 |
| 39     | Талько-Петрук Ніна Василівна       | 27.10.2004 |            |
| 40     | Хімич Марія Петрівна               | 25.10.2014 |            |
| 41     | Хіміч Георгій Сергійович           | 1998       | хххх       |
| 42     | Хмелівський Валерій Йосипович      | 18.10.2018 |            |
| 43     | Цепкова Ганна Василівна            | 26.06.1997 |            |
| 44     | Цимбалюк Григорій Миколайович      | 21.10.2005 |            |
| 45     | Шевчук Анатолій Олександрович      | 26.12.1990 | 12.08.2015 |
| 46     | Шинкарук Володимир Федорович       | 25.12.2006 | 6.12.2014  |
| 47     | Шкляр Геннадій Макарович           | 29.09.1994 | 9.06.2011  |
| 48     | Штанько Ігор Павлович              | 25.04.2024 |            |
| 49     | Юрченко Євгенія Валеріївна         | 29.06.2023 |            |
| 50     | Яненко Микола Михайлович           | 26.05.1981 | 31.05.2020 |
| 51     | Ярмолюк Василь Адамович            | 21.10.2005 | 08.02.2015 |
| 52     | Ярмолюк Микола Якович              | 15.03.1976 |            |
| 53     | Ярмолюк Наталя Миколаївна          | 31.10.2019 |            |
| 54     | Ясінський Юрій                     | 26.10.2023 |            |